# Leptocereus leonii
Leptocereus leonii är en kaktusväxtart som beskrevs av Nathaniel Lord Britton och Joseph Nelson Rose. Leptocereus leonii ingår i släktet Leptocereus och familjen kaktusväxter. Inga underarter finns listade i Catalogue of Life.